# Santa Maria (Laguna)
Santa Maria é um município de  quarta classe de renda municipal (d) na província Laguna, nas Filipinas. De acordo com o censo de 1 de maio  de  2020 possui uma população de 34 511 pessoas e 8 869 domicílios.